# Beatricija Provansalska
Beatricija/Beatrica (oko 1229. — 23. rujna 1267.) bila je grofica vladarica Provanse, kao i grofica supruga Anjoua i Mainea. Također, Beatrica je bila sicilsko-napuljska kraljica supruga.
Beatricijini su roditelji bili Rajmund Berengar V. i njegova supruga Beatricija Savojska.

## Brak
Dana 31. siječnja 1246., Karlo I. Anžuvinac oženio se Beatricijom, koja je bila „poželjna“ nasljednica. Karlova i Beatricijina djeca:
- Blanka Sicilska
- Beatrica – latinska carica
- Karlo II. – napuljski kralj
- Filip Sicilski
- Robert
- Elizabeta Sicilska, ugarska kraljica